# Luiz Carlos da Vila
Luiz Carlos Baptista, conhecido como Luiz Carlos da Vila (Rio de Janeiro, 21 de julho de 1949 – Rio de Janeiro, 20 de outubro de 2008), foi um compositor e sambista brasileiro, conhecido por sua passagem pela ala de compositores da Vila Isabel, de onde tirou seu nome artístico.

## Biografia
Nascido no bairro carioca de Ramos, morou grande parte da vida em Vila da Penha.
Seu primeiro instrumento foi a sanfona, seguido de um violão que ganhou ainda na adolescência. Mas, com o desemprego de seu pai, foi obrigado a interromper as aulas.
Em 1977, ele ingressou na ala de compositores da escola de samba Vila Isabel. Frequentava a famosa roda de pagode do bloco carnavalesco Cacique de Ramos no final da década de 1970, sendo considerado um dos formatadores do samba carioca contemporâneo, ao lado de uma geração de compositores que também inclui nomes como Jorge Aragão, Arlindo Cruz, Zeca Pagodinho, Almir Guineto, Sereno do Cacique, Sombrinha, entre outros.
Contribuidor regular do grupo Fundo de Quintal, compôs sambas como "Doce Refúgio", "Amor, Agora Não" (com Sombrinha), "Por Um Dia de Graça", "Chora Menina, Chora" (com Sombrinha), "Além da Razão","O Show Tem Que Continuar" (com Sombrinha e Arlindo Cruz), "A Oitava Cor" (com Sombrinha e Arlindo Cruz), "Romance dos Astros" (com Cléber Augusto e Bandeira Brasil), "Coração Andorinha" (com Beto Sem Braço), "E Fez-se a Luz" (com Sombrinha e Sombra), "A Voz do Brasil" (com Sombrinha e Sombra), "Fada" (com Mário Sergio), entre outros. Foi também um dos compositores do samba-enredo Kizomba, a Festa da Raça, que consagrou a Vila Isabel no desfile do Carnaval carioca de 1988.
Criou em 2003 junto com Dorina e Mauro Diniz o grupo Suburbanistas, que cantava os compositores do subúrbio carioca, e o bloco Suburbanistas, que saia em Irajá, Vila da Penha, Vista Alegre, Brás de Pina e Santa Tereza.
Faleceu em 2008, aos 59 anos, por complicações decorrentes de um câncer de intestino.

## Discografia
- 1983 - Luiz Carlos da Vila
- 1985 - Pra esfriar a cabeça
- 1995 - Raças Brasil
- 1997 - Uma festa no samba
- 1998 - A luz do vencedor - Luiz Carlos da Vila Canta Candeia
- 2004 - Benza, Deus
- 2005 - Um cantar à vontade